# Samoaia ocellaris
Samoaia ocellaris är en tvåvingeart som beskrevs av Malloch 1934. Samoaia ocellaris ingår i släktet Samoaia och familjen daggflugor.
Artens utbredningsområde är Samoa. Inga underarter finns listade i Catalogue of Life.